# Lycée Saint-Louis
Lycée Saint-Louis là một trường sau trung học có tính chọn lọc cao nằm ở quận 6 của Paris, trong Khu phố Latinh.
Đây là trường lyceum công cộng duy nhất của Pháp dành riêng cho việc giảng dạy classes préparatoires aux grandes écoles (CPGE; các lớp dự bị cho các trường Grandes écoles như École Polytechnique, CentraleSupélec về kỹ thuật và Trường Kinh doanh ESSEC, Trường Kinh doanh ESCP và HEC Paris về thương mại). Nó được biết đến với chất lượng giảng dạy, tỷ lệ chấp nhận thấp và kết quả mà nó đạt được trong các kỳ thi tuyển sinh cạnh tranh gay gắt.

## Sinh viên tốt nghiệp nổi tiếng
- Raymond Aubrac, một nhà lãnh đạo của Kháng chiến Pháp trong Thế chiến thứ hai và là một kỹ sư dân sự sau Thế chiến thứ hai
- Émile Duclaux, sinh vật học và hóa học người Pháp
- Jean Racine, một nhà viết kịch nổi tiếng của sân khấu Pháp thế kỉ 17
- Émile Zola, một nhà văn nổi tiếng của văn học Pháp trong thế kỉ 19